# Discoxenus katayamai
Discoxenus katayamai  (лат.) — вид термитофильных коротконадкрылых жуков рода Discoxenus из подсемейства Aleocharinae. Эндемики Юго-восточной Азии.

## Распространение
Юго-восточная Азия: Камбоджа (Preah Khan, Siem Reap, Ankor Wat), Таиланд.

## Описание
От близких видов отличаются 11-м члеником усиков (в 1,4 раза длиннее своей ширины), покрытыми жёлтыми щетинками надкрыльями и тергитами, формулой макрохетотаксии III—VIII абдоминальных стернитов (6, 6, 6, 6, 6, 6) и стернитов IV—VII с 4-8 макросетами в задней части. Мелкие жуки, желтовато-коричневого цвета (усики и надкрылья темнее), длина около 2 мм (1,55-1,70 мм). Усики 11-члениковые, веретеновидные; 2-й членик маленький, петиоли полностью покрывают III-Х сегменты усиков. Тело имеет каплевидную форму, брюшко сужается в заднем направлении. Голова покрыта переднегрудкой. Лапки передней и средней пар ног состоят из 4 члеников, а задние лапки состоят из 5 члеников (формула лапок 4-4-5).
Облигатные термитофилы, живущие внутри термитников гриборазводящих термитов из семейства Termitidae (Macrotermitinae: Odontotermes proformosanus).
Вид был впервые описан в 2010 году, а в 2015 году его валидный статус был подтверждён в ходе родовой ревизии японскими колеоптерологами Т. Канао (Entomological Laboratory,  Университет Кюсю, Фукуока) и М. Мураямой ( Киотский университет, Киото, Япония).